# President George Bush Turnpike
La President George Bush Turnpike (PGBT) è una strada a pagamento di 84 km in direzione nord-nordest e costituisce la parte di un anello stradale attorno a Dallas, in Texas, negli Stati Uniti. Deve il suo nome a George H. W. Bush, 41º presidente degli Stati Uniti d'America. Ad ovest si trova nei pressi della Belt Line Road a Irving, alla State Highway 161 (SH 161) che continua a sudovest verso la Interstate 20 (I-20) presso Grand Prairie. Altre intersezioni si trovano nella I-35E a Carrollton ed est e nella I-30 a Garland.
La strada è resa operativa grazie alla North Texas Tollway Authority (NTTA) e viene completamente rinnovata ogni cinque anni come da contratto con la Roy Jorgensen Associates, Inc. di sede a Buckeystown nel Maryland.
La strada attraversa tre contee del Texas (Contea di Dallas, Contea di Collin e Contea di Denton) e nove sobborghi di Dallas (Rowlett, Sachse, Garland, Richardson, Plano, Carrollton, Farmers Branch Irving e Grand Prairie).
Originariamente progettata per il pagamento cash, dal 1 luglio 2009 la strada è stata aperta al pagamento con addebito a fattura via e-mail ed è stata la prima autostrada negli Stati Uniti a servirsi di questo innovativo sistema di pagamento elettronico, basato sulla lettura della targa dell'intestatario del veicolo. Ciò è stato fatto per non creare ingorghi di traffico ai caselli e consentire un fluire più scorrevole dei veicoli.

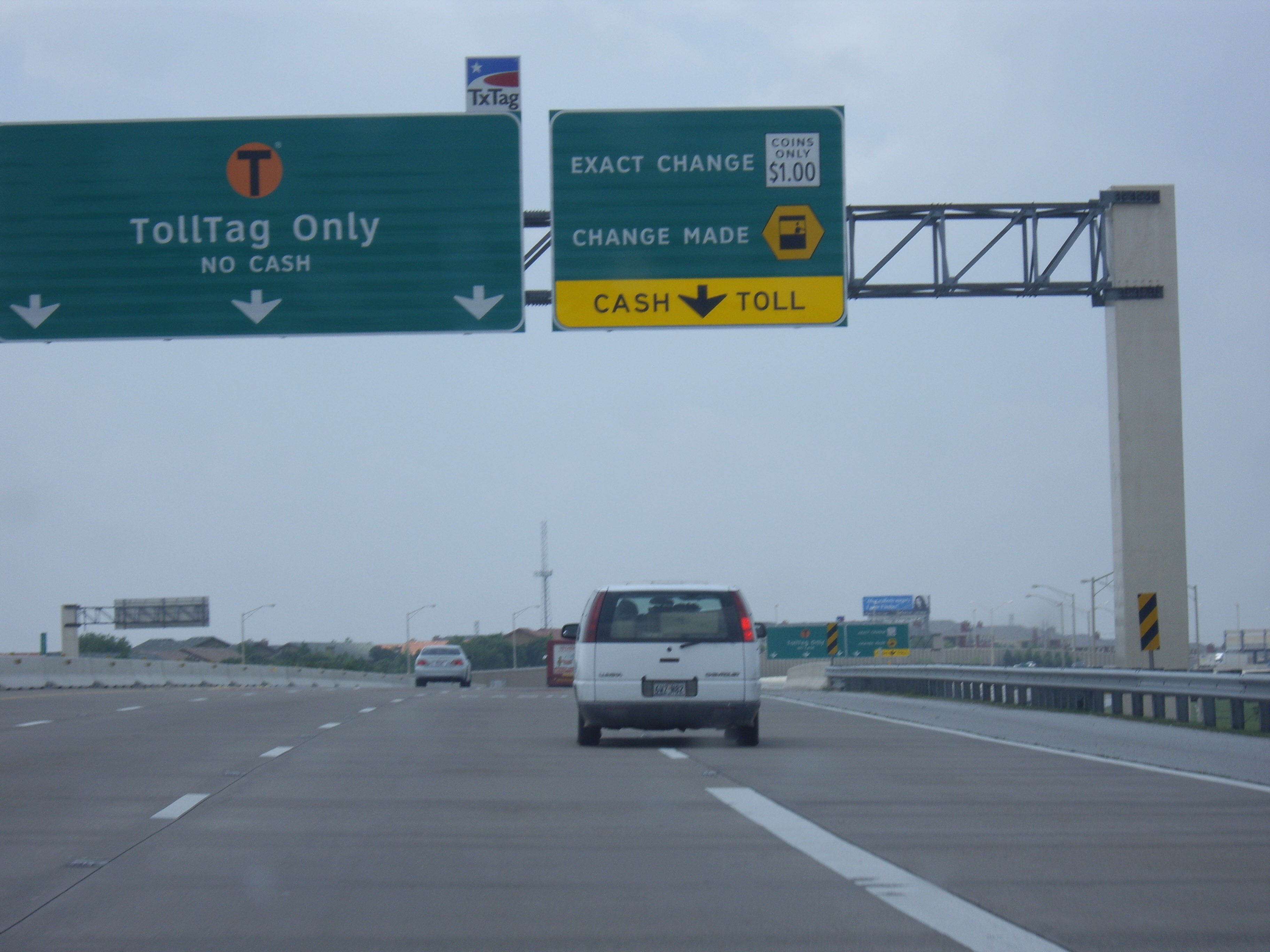
Indicazioni del casello autostradale a nord di Dallas nel 2008, prima della definitiva chiusura dei caselli ed il rimpiazzo coi lettori elettronici.

## Storia
La creazione della strada venne proposta per la prima volta dalla contea di Dallas nel 1957 per risolvere i problemi di traffico locale. Il piano regolatore dell'area del 1964 fu il primo a designarla come strada esente dal pedaggio, e già dal 1969 iniziarono dei piccoli lavori per la creazione di un anello stradale attorno a Dallas. Tale anello ebbe origine dalla Interstate 20 ad est della Contea di Tarrant (come estensione della SH 161). Dalla State Highway 183 sarebbe poi dovuta proseguire nell'area attualmente occupata dalla SH 161, svoltando a nord sulla Belt Line Road ed a est poco più a sud della contea di Denton, attraversando la Interstate 35E.
A questo progetto iniziale ad ogni modo si oppose la città di Richardson che già era stata divisa dal passaggio della Central Expressway. In congiunzione con Plano, la città acquisì il diritto di passaggio per 3 km a nord dove attualmente scorre la strada, decentrando così la strada al confine tra le due città.
La strada come originariamente era stata concepita venne cancellata il 1 ottobre 1977, e la parte ovest e nord venne divisa in due nuove rami: la State Highway 161 dalla Interstate 20 alla State Highway 114 e la State Highway 190 dalla Interstate 35E alla State Highway 78. La 484 venne assorbita nella SH 161 il 31 ottobre 1979, ponendo il termine nord della strada presso la Interstate 635 (a Valley View Lane).
La costruzione di una strada di servizio iniziò alla fine del 1988 a nord di Garland e di Richardson. Venne costruito un primo allaccio alla U.S. Highway 75 nel 1990 presso Richardson, ma la struttura rimase abbandonata per diversi anni. Dal 29 gennaio 1991, la SH 190 venne estesa sino alla I-20. Nel 1995 dopo una revisione delle leggi federali, le autorità si accordarono per creare l'attuale strada a pedaggio, consentendo così di ottenere il denaro necessario per completare il tratto stradale.
L'interscambio con la Dallas North Tollway venne costruito nel 1994 già in previsione della costruzione della strada poi nel 1998.

## Descrizione
Dal momento che la costruzione attuale ha avuto inizio nel 1988, è stata completata a fasi:
Segmento I (North Dallas). Si estende da Campbell Road a Midway Road, ed include gli interscambi con la Dallas North Tollway e la U.S. Highway 75 (Central Expressway). Venne aperto in due segmenti nel dicembre del 1998 (Midway Road verso Preston Road) e nel dicembre del 1999 (Preston Road verso Campbell Road).
Segmento II (Garland/Richardson). Si estende da Campbell Road alla State Highway 78. Aperto nel 2000.
Segmento III (Carrollton). Si estende da Midway Road a nord di Dallas sino alla Interstate 35E. Aperto nel luglio del 2001.
Segmento IV ("PGBT Superconnector"). Connette la I-35E all'estensione aeroportuale della I-635. Copre un'area di 5.2 km ed è costata 339.000.000 di dollari. Gran parte della spesa è stata dovuta al fatto che essa sorge sulle terre umide presso il fiume Trinity e comprende diversi chilometri di ponti. La costruzione è iniziata nel gennaio del 2003 ed è stata conclusa nell'ottobre del 2005.
Segmento V (Irving). Segmento di 3,9 km che connette la I-635 con la SH 161 presso Belt Line Road. È stato aperto nel dicembre del 2001. Il suolo instabile ha creato non pochi problemi a questo segmento, richiedendo l'impiego di liquido stabilizzatore e rinforzi geosintetici.
Segmento VI ("Western Extension", Irving/Grand Prairie). Segmento di 11,5 km di estensione dalla SH-183 presso Irving verso la I-30 a Grand Prairie. Parte della Western Extension, dalla SH-183 alla I-30 presso Grand Prairie, è stato aperto nell'agosto del 2009. I rimanenti 6,5 km della Western Extension, dalla I-30 alla I-20 presso Grand Prairie, sono stati aperti nell'ottobre del 2012.
Segmento VII ("Eastern Extension", Garland/Sachse/Rowlett). Un segmento di 9,9 km dalla SH-78 a Garland, presso Rowlett e Sachse, e nuovamente verso Garland con la I-30. Il progetto, per la cifra di 1.040.000.000.000 dollari, includeva la costruzione di un ponte di quasi un chilometro sul Lago Ray Hubbard. La costruzione è iniziata nell'ottobre del 2008 ed è stata aperta al traffico il 21 dicembre 2011.
Segmento VIII ("East Branch", Garland/Mesquite). Estensione dalla I-30 a Garland verso la I-20 a Mesquite, con un costo stimato di 730.000.000 di dollari. La costruzione è attesa nel suo completamento per il 2026